# Glittertind (groupe)
Glittertind est un groupe de folk metal norvégien, originaire de Lillesand. Le style musical du groupe présente aussi des éléments de punk rock. Formé en 2001 par Torbjørn Sandvik, il porte le nom du deuxième sommet de Norvège, le Glittertind.

## Biographie

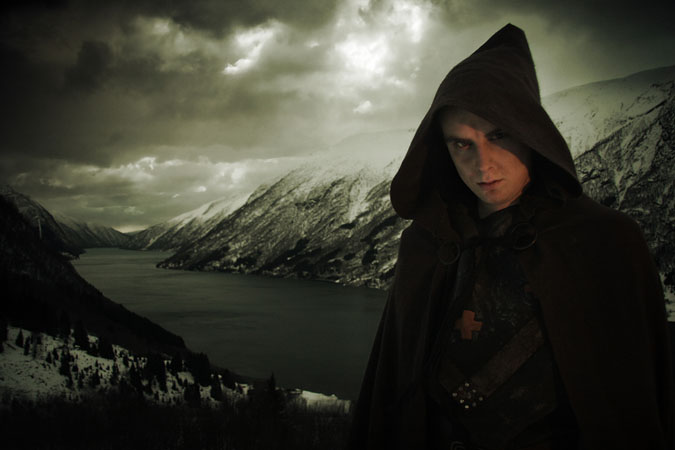
Torbjørn Sandvik, de Glittertind, en 2009.

Glittertind est à l'origine un one-man-band de Torbjørn Sandvik, dans lequel il publiera les albums Evige Asatro (2004) et Til Dovre Faller (2005) au label néerlandais Karmageddon Media. L'album mêle des éléments de punk, heavy metal et folk. En 2008, Geirmund Simonsen rejoint le projet. En 2009, ils enregistrent ensemble l'album Landkjenning (2009) au label Napalm Records (Universal Germany).
En 2010, Glittertind devient un groupe à part entière, et publie en 2013 Djevelsvart, leur premier album au label Indie Recordings. L'album s'inspire d'auteurs issus du 19e siècle. Pendant l'enregistrement de l'album, la compagne de Torbjørn est atteinte d'un grave cancer, et trouve du réconfort dans le désespoir qu'il partage avec ces écrivains du 19e siècle. Les attaques terroristes du 22 juillet ont également inspirées l'album. La chanson Sprekk for sol est dédiée à l'une des victimes d'Utøya, Torjus Jakobsen Blattmann, pour son engagement contre la haine idéologique. Djevelsvart est bien accueilli par la presse locale et internationale,,,. L'équivalent norvégien de la BBC Radio 1, NRK P1, liste le single Kvilelaus premier de sa liste, et le groupe fait ses débuts sur cette chaine de radio.
Avec leur album qui suit, Blåne for blåne, Glittertind continue dans la lignée historique. Blåne for blåne, publié en 2015, s'inspire de l'année 1945 lorsque la paix régnait il y a 70 ans. La guerre montrait à l'humain les dégâts qu'il pouvait engendrer, mais aussi lui faire comprendre les valeurs de la liberté, la justice sociale, la tolérance et la solidarité. Leur premier single radio, Høyr min song (Til Fridomen), est publié le 9 janvier.

## Membres
- Torbjørn Sandvik - chant, basse, guitare, batterie
- Geirmund Simonsen - guitare, basse, accordéon, orgue
- Stefan Theofilakis - flute, chant
- Bjørn Nordstoga - basse
- Olav Aasbø - guitare, chant
- Geir Holm - batterie

## Discographie

### Albums studio
- 2002 : Mellom Bakkar Og Berg (démo)
- 2003 : Evige Asatro (démo)
- 2004 : Evige Asatro
- 2005 : Til Dovre Faller
- 2009 : Evige Asatro / Til Dovre Faller
- 2009 : Landkjenning
- 2013 : Djevelsvart
- 2015 : Blåne for blåne

### Compilations
- 2001 : Carolus Rex 5
- 2002 : Carolus Rex 6
- 2004 : Carolus Rex 7
- 2009 : Nothing Burns like Napalm Vol II[6]
- 2009 : Evige Asatro / Til Dovre Faller
- 2009 : Fear Candy 68 (Terrorizer)[7]
- 2009 : Metal Hammer No. 193: Battle Metal VIII (Metal Hammer)[8]
- 2009 : Sweden Rock Magazine No. 62 (Sweden Rock Magazine)[9]
- 2013 : Christmas Carnage Vol. 1 (compilation)[10]